# Japanese poll
La Japanese poll (無角和種, Mukaku Washu) est une race bovine originaire du Japon.
Cette race japonaise de bovins de boucherie est en voie de disparition critique.  

## Race japonaise
C'est l'une des six races bovines indigènes japonaises et l'une des quatre races japonaises connues sous le nom de wagyu, les autres étant la noire japonaise, la brune japonaise et la shorthorn japonaise.

## Histoire
Tous les bovins wagyu sont issus de croisements au début du XXe siècle entre des bovins japonais indigènes et des bovins importés, principalement d'Europe. Dans le cas de la Polled japonaise, la principale influence étrangère provenait de la race Scottish Angus.

## Statut de conservation
Le statut de conservation a été classé « critique » par la FAO en 2007. En 1978, la population totale était de 2 242 têtes ; en 2008, elle était de 132. Bien qu’elle ne soit pas menacée d’extinction immédiate, la race a besoin de mesures d’urgence pour sa protection. La Japanese Polled Public Corporation a été créée par l'administration de la préfecture de Yamaguchi pour protéger et préserver la race et ses ressources génétiques.

## Caractéristiques
La Japonaise écornée (polled) est noire ; les deux sexes sont sans cornes.